# ガル・トンツェンユルスン

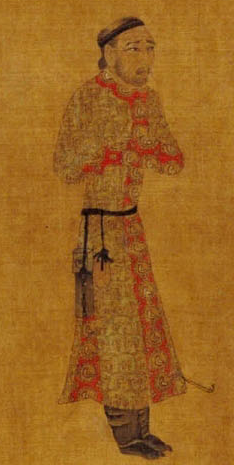
ガル・トンツェンユルスン

ガル・トンツェンユルスン（チベット語：མགར་སྟོང་བཙན་ཡུལ་སྲུང、590年 - 667年）は、古代チベット帝国（吐蕃）の政治家、軍人である。ソンツェン・ガンポ王に仕え、吐蕃の基礎を築いた重臣の一人として知られる。

## 生涯
ガル・トンツェンユルスンは、590年に生まれた。彼の家系であるガル氏は、古くからチベットの有力氏族であった。若くしてその才能を認められ、ソンツェン・ガンポ王の側近として仕えるようになる。
彼は外交手腕に優れ、唐との関係構築に尽力した。特に、文成公主の吐蕃への降嫁において重要な役割を果たしたことで知られている。また、軍事面においても優れた統率力を発揮し、周辺諸国との戦いにおいて多くの勝利を収め、吐蕃の領土拡大に貢献した。
晩年には、ソンツェン・ガンポ王の死後、幼いマンソン・マンツェン王を補佐し、摂政として政治の実権を握った。この時期、彼は吐蕃の政治体制の整備や法典の制定など、内政の安定にも力を注いだ。667年、77歳で死去した。

## 業績
ガル・トンツェンユルスンは、吐蕃の最盛期を築いたソンツェン・ガンポ王の時代において、その発展に不可欠な存在であった。主な業績は以下の通りである。
- 外交交渉: 唐との友好的な関係を築き、文成公主の降嫁を実現した。これにより、唐の先進文化や技術が吐蕃にもたらされ、その発展に寄与した。
- 軍事拡大: 優れた軍事戦略により、吐蕃の領土を大幅に拡大した。これにより、チベット高原における吐蕃の優位性を確立した。
- 内政整備: ソンツェン・ガンポ王の死後、摂政として吐蕃の政治制度の確立に貢献した。彼の治世下で、吐蕃の国家基盤がより強固なものとなった。

彼の死後も、ガル氏の一族は吐蕃の有力貴族として政権の中枢を担い続けた。